# Artyom Ponikarov
Bản mẫu:Eastern Slavic name
Artyom Antonovich Ponikarov (tiếng Nga: Артём Антонович Поникаров; sinh ngày 5 tháng 1 năm 1997) là một cầu thủ bóng đá người Nga. Anh thi đấu cho câu lạc bộ con của F.K. Lokomotiv Moskva là FC Kazanka Moskva.

## Sự nghiệp câu lạc bộ
Anh có màn ra mắt tại Giải bóng đá chuyên nghiệp quốc gia Nga cho FC Afips Afipsky vào ngày 16 tháng 4 năm 2017 trong trận đấu với FC Kuban-2 Krasnodar.